# Osiek nad Wisłą (gromada)
Osiek nad Wisłą (również Osiek n/W, Osiek lub Osiek n. Wisłą) – dawna gromada, czyli najmniejsza jednostka podziału terytorialnego Polskiej Rzeczypospolitej Ludowej w latach 1954–1972.
Gromady, z gromadzkimi radami narodowymi (GRN) jako organami władzy najniższego stopnia na wsi, funkcjonowały od reformy reorganizującej administrację wiejską przeprowadzonej jesienią 1954 do momentu ich zniesienia z dniem 1 stycznia 1973, tym samym wypierając organizację gminną w latach 1954–1972.
Gromadę Osiek n/W (dokładny zapis) z siedzibą GRN w Osieku n/W (dokładny zapis) utworzono – jako jedną z 8759 gromad na obszarze Polski – w powiecie lipnowskim w woj. bydgoskim, na mocy uchwały nr 24/8 WRN w Bydgoszczy z dnia 5 października 1954. W skład jednostki weszły obszary dotychczasowych gromad Osiek n/W., Sąsieczno, Smogorzewiec, Łęg-Osiek, Dzikowo, Stajenczynki i Dominikowo ze zniesionej gminy Czernikowo w tymże powiecie. Dla gromady (zapisano jako Osiek) ustalono 21 członków gromadzkiej rady narodowej.
1 stycznia 1956 gromadę włączono do powiatu toruńskiego w tymże województwie.
1 stycznia 1972 do gromady Osiek (nad Wisłą) włączono sołectwa Obory i Silno ze zniesionej gromady Złotoria w tymże powiecie.
Gromada przetrwała do końca 1972 roku, czyli do kolejnej reformy gminnej.